# Хайнрих XIV фон Флекенщайн
Хайнрих XIV (XV) фон Флекенщайн (на немски: Heinrich XIV (XV) von Fleckenstein; * ок. 1390; † между 12 май 1459 и 10 март 1460) от благородническата фамилия Флекенщайн от Елзас, е фогт на Зулц (Сулц су Форе в Гранд Ест).

## Произход
Той е син на рицар Хайнрих XII фон Флекенщайн († 1416/1422) и съпругата му Елза фон Кронберг († 1416), дъщеря на рицар Хартмуд VII фон Кронберг (1335 – 1370) и втората му съпруга Агнес Кемерер-Ханен († сл. 1368).

## Фамилия
Хайнрих XIV (XV) фон Флекенщайн се жени пр. 29 юни 1413 г. за Петриса фон Хелмщат (* ок. 1391; † сл. 16 февруари 1463), внучка на рицар Випрехт I фон Хелмщат († 5 декември 1408), дъщеря на  Йохан (Ханс) фон Хелмщат (* ок. 1368; † 1422), господар на Бишофсхайм и Грумбах, и Гуитгин/Гудехин Кнебел фон Катценелнбоген (* ок. 1369), или дъщеря на брат му Еберхард фон Хелмщат и Кристина Ландшад фон Щайнах († 1397). Те имат четири деца:
- Енел фон Флекенщайн († сл. 1449)
- Якоб I фон Флекенщайн (* ок. 1430; † между 6 октомври 1471 и 14 юли 1472), женен пр. 5 януари 1459 г. за Маргарета фон Ратзамхаузен (* ок. 1434; † сл. 1478)
- Фридрих VI фон Флекенщайн (* пр. 1456; † сл. 1487), рицар
- Елза фон Флекенщайн (* пр. 1465; † сл. 1483), омъжена за Георг фон Шауенбург (* пр. 1465; † сл. 1483)

## Галерия
- Замък Флекенщайн
- Останки от замък Флекенщайн